# Prostitution i Ryssland
Genom Peter den stores militärreformer skapades en ny klass av ogifta unga män i städerna, något som ledde till en större marknad för prostitution än vad som varit fallet i det tidigare moskovitiska Ryssland. Hallickverksamhet förbjöds redan 1649, ett förbud som upprepades 1728 och 1736, men prostitution som sådant förbjöds inte förrän 20 maj 1763, då ett senatsdekret hotade prostituerade med exil till Sibirien. 
1782 års prostitutionsstadga införde sex månaders fängelsestraff för både hallickar och prostituerade. Denna lag betraktades dock som verkningslös. Den 6 oktober 1843 infördes reglementerad prostitution i Ryssland, där prostitution tolererades på villkor att de prostituerade underkastade sig registrering och regelbundna tvångsundersökningar för sexuellt överförbara sjukdomar. Registrerade prostituerade fråntogs sina pass och mottog istället särskilda pass som utpekade dem som prostituerade, kallade "Gula kortet".
Prostitution kriminaliserades i Ryssland efter ryska revolutionen 1917. De prostituerade erbjöds behandling och omskolning. Lagen innehöll dock inga straff för prostitution, vilket gjorde förbudet tandlöst. År 1987 infördes böter som straff för prostitution.